# Juan Gualberto Amaya
Juan Gualberto Amaya fue un militar mexicano que participó en la revolución mexicana. Originario de Santa María del Oro, Durango. Desde 1913 se afilió a las fuerzas que se levantaron en aquellos contornos contra Victoriano Huerta, pero sus operaciones militares importantes las realizó bajo las órdenes del General Francisco Murguía en la campaña contra Francisco Villa en el norte del país, entre 1917 y 1919. Se unió al pronunciamiento del Plan de Agua Prieta contra el presidente Venustiano Carranza; después fue leal al gobierno del general Álvaro Obregón, alcanzando el grado de general brigadier. Triunfó en la lucha electoral para ser gobernador de Durango en el periodo de 1928 a 1932, tomando posesión del cargo el 15 de septiembre de 1928; sin embargo, en marzo del año siguiente se adhirió al Plan de Hermosillo, obrando de acuerdo con el Jefe de las Operaciones en el estado, el General Francisco Urbalejo, para secundar al General José Gonzalo Escobar, que se había pronunciado en Torreón. Abandonó el gobierno al fracasar este movimiento además de que el gobierno federal le desconoció su grado militar, refugiándose en los Estados Unidos, donde permaneció varios años. Regresó después y se retiró a la vida privada. Murió en 1964.

## Obras publicadas
- Madero y los auténticos revolucionarios de 1910
- Venustiano Carranza, caudillo constitucionalista
- Los Gobiernos de Obregón, Calles y Regímenes "peleles" Derivados Del Callismo
- Síntesis social de la Revolución Mexicana y doctrinas universales
- La guerra de independencia: depuraciones y refutaciones históricas
- Santa Anna no fue un traidor